# Bursera fragilis
Bursera fragilis är en tvåhjärtbladig växtart som beskrevs av S. Wats.. Bursera fragilis ingår i släktet Bursera och familjen Burseraceae. Inga underarter finns listade i Catalogue of Life.